# Can Ferrers de Baix
Can Ferrers de Baix és una masia del municipi de Matadepera (Vallès Occidental) que forma part de l'Inventari del Patrimoni Arquitectònic de Catalunya.

## Descripció
La masia de Can Ferrers de Baix es troba en un bon estat de conservació i està integrada en una de les moltes urbanitzacions nascudes en el darrers anys a Matadepera. Aquesta masia presenta la disposició típica de les cases de pagès dels voltants, amb la casa principal seguint una distribució basilical, amb una nau central i dues naus laterals. Així mateix succeeix amb l'alçat, la planta baixa, el pis o planta noble i, sota teulada, les golfes.
El mas es troba dins d'un barri o un clos tancat al qual s'accedeix a través d'una porta coberta amb una petita teulada amb vessant a dues aigües. La teulada de la casa, també a dues aigües, és perpendicular al frontis. El ràfec mostra una petita decoració geomètrica a tot el voltant. Les finestres de les façanes laterals presenten els llindars de pedra. A la part posterior de la casa s'aixeca un altre cos annex al principal, la porta, de forma arquitravada, s'obre a l'exterior del clos. En els murs encara podem veure una filera de petites finestres, com espitlleres, que evidencien la seva funció defensiva. La factura dels murs, excepte el frontis que és arrebossat, és de petits còdols barrejats amb morter, reservant les pedres més grans per a les cantoneres de l'edifici. A la part annexa hi havia l'oficina d'informació de la urbanització "Les Pedritxes" i es desconeix si roman avui dia.

## Història
Sota el nom de Can Ferrers es coneixen dos masos. Can Ferrers de Dalt va ser el mas originari, datat a les darreries del segle xiv. Posteriorment, i en una data desconeguda es construí Can Ferrers de Baix, possiblement pel mal estat del casal primitiu, tots dos sota la propietat de la mateixa persona i amb la mateixa extensió de terres i zones de cultiu. Avui dia els dos masos formen part de la urbanització "Les Pedritxes", promoguda pel seu actual propietari, Antoni Barata. La documentació existent no fa referència específica a cap d'aquests dos masos, sinó que adreça el nom genèric de Can Farrés.